# Ahmed Ouyahia
Ahmed Ouyahia (arabiska: أحمد أويحيى), född 2 juli 1952 i Bouadnane, Kabylien, är en algerisk politiker, ekonom och diplomat. Han har varit Algeriets premiärminister i flera omgångar; senast från 16 augusti 2017 till 12 mars 2019. Ahmed Ouyahia var även landets premiärminister från den 31 december 1995 till den 15 december 1998 samt från den 5 maj 2003 till den 24 maj 2006 och även från 23 juni 2008 till 3 september 2012 under president Abdelaziz Bouteflika. Ouyahia har haft olika positioner inom Algeriets diplomati, regering och det statsbärande partiet RND.